# Caballos de Frisia

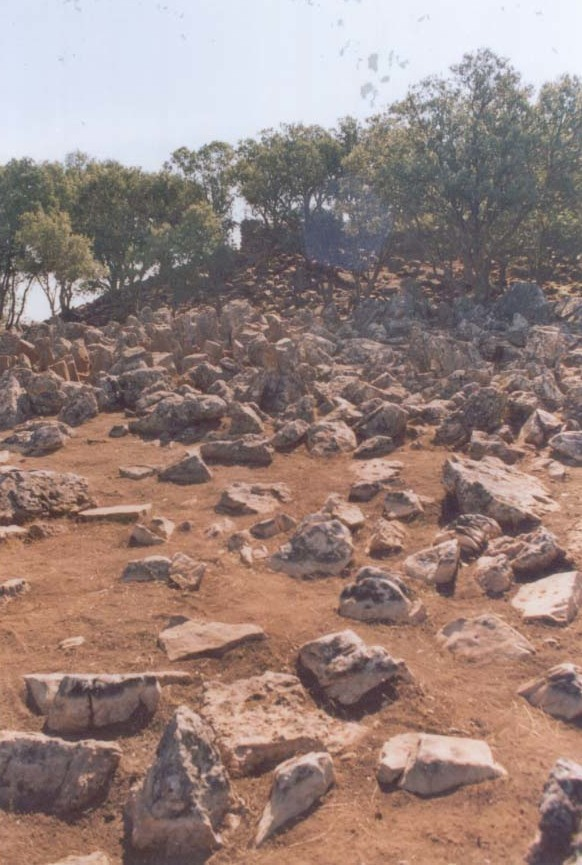
Caballos de Frisia, (piedras hincadas), en Castilviejo de Guijosa.

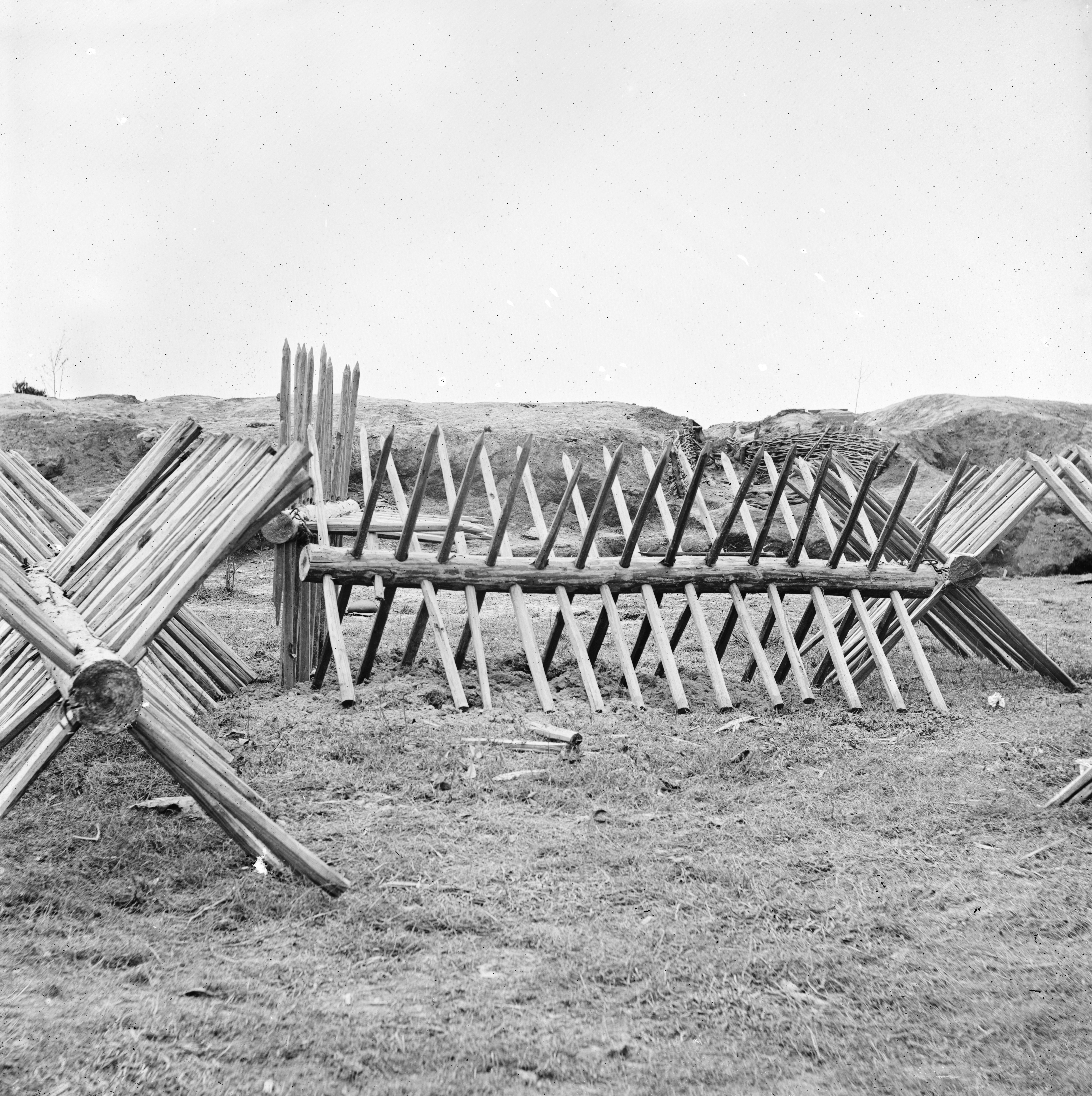
Caballos de Frisia usados durante el sitio de Petersburg, en la guerra de Secesión.

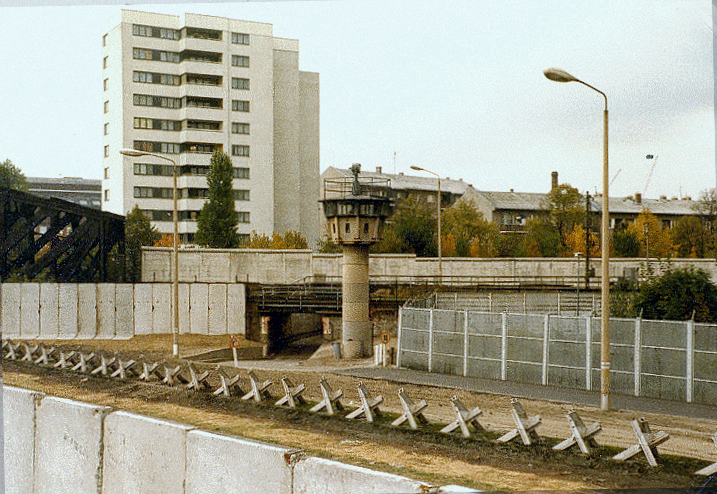
Muro de Berlín con caballos de Frisia anticarro (erizos checos), Liesenstraße/Gartenstraße 1980.

Se llama caballo de Frisia o campos de piedras hincadas a un tipo de estructuras defensivas típicas de la Protohistoria de Europa consistentes en clavar en una explanada próxima a la muralla numerosas piedras puntiagudas con el fin de dificultar el paso a los caballos y que los jinetes tuviesen que desmontar para luchar a pie, teniendo también una movilidad reducida que les dejase más vulnerables ante los proyectiles disparados desde la muralla.
Hay que tener en cuenta que esta técnica defensiva solo pudo introducirse y generalizarse al producirse un gran desarrollo de la caballería en el ámbito militar.
Se pueden encontrar estas estructuras en castros gallegos, astures y celtíberos. Aunque también se puede constatar su presencia en el fuerte de Dún Aengus, lo que dio pie a pensar en vínculos entre las colinas fortificadas irlandesas () y la cultura castreña del noroeste de la península ibérica.[cita requerida]
No obstante, la técnica defensiva de los caballos de Frisia ha sido utilizada en épocas históricas posteriores.
De modo más habitual, se conoce con este nombre a una estructura con múltiples patas empleada para dificultar el avance de tropas o civiles. 

Aparentemente recibieron su nombre por su uso en los sitios de Groninga, cerca de Frisia, donde contribuyeron a frenar el ataque de la caballería española. El nombre en alemán y en varias lenguas escandinavas es, de hecho, «caballeros españoles».
En origen estaban constituidos por cruces de madera ensambladas y destinadas a frenar a la caballería. Las variantes modernas en acero u hormigón se han empleado como barrera contra vehículos, particularmente carros blindados. 
Durante la guerra de Secesión estadounidense los usaron con frecuencia los confederados. Durante la Segunda Guerra Mundial, se usaban para bloquear temporalmente los huecos en las alambradas.
Una forma habitual empleada por ejemplo en la frontera de la República Democrática Alemana estaba formada por tres raíles soldados en el medio.
Con la misma finalidad se han empleado tetrápodos de hormigón.